# Libres (webserie)
Libres es una serie de internet, creada y dirigida por Álex Rodrigo y estrenada el 19 de febrero de 2013. Siendo financiada mediante micromecenazgo y registrada bajo Licencias Creative Commons.
Sus protagonistas son siete actores jóvenes: Nahia Láiz, Rikar Gil, Andrea Vicunia, Nacho Redondo, Carmen Jiménez, Diego Santos y Julie Vachon. Al mismo tiempo cuentan con un reparto de actores secundarios con trayectoria en la televisión y cine españoles como Juanjo Artero, Silvia Casanova; y participaciones especiales de Jordi Rebellón, Joaquín Climent y José Luis García Pérez.

## Argumento
El argumento cuenta la historia de siete jóvenes que en plena crisis económica, abandonan su estilo de vida y se van a vivir a un caserío abandonado para intentar crear una pequeña sociedad horizontal. Esta decisión no resulta sencilla, pues las necesidades de subsistencia, el difícil trato con el pueblo vecino y, sobre todo, las paradojas internas, son desafíos a los que deben hacer frente mientras cuajan sus relaciones personales. 
La serie se ambienta en un pueblo abandonado en el Pirineo Aragonés donde los siete protagonistas okupan una casa derruida con la intención de repararla, hacerla su hogar y desde allí replantearse muchos aspectos de sus vidas. Pese a la energía puesta en el proyecto, ganarse la confianza del pueblo aledaño, cultivar un huerto en condiciones precarias o lidiar con el propietario de la vivienda que han okupado, no es tarea fácil.
La temática de la serie gira en torno al fenómeno okupa y el neorruralismo, y las ganas de cambiar una sociedad en crisis que necesita nutrirse de otros puntos de vista.

## Producción y financiación
LIBRES ha sido financiada mediante micromecenazgo a través de la página especializada Goteo.org y producida gracias a más de doscientas colaboraciones (aportes profesionales, material de rodaje, alojamiento, etc.). Entre actores y figurantes, más de 70 personas aparecen en pantalla. Para lograr este objetivo, se grabó un teaser o falso tráiler para darse a conocer varios meses antes del rodaje.

## Reparto

### Personajes Principales
- Alba Nahia Láiz.

28 años. Alba se crio en Ciudad Real, pero con 18 años se trasladó a Madrid para estudiar Trabajo Social. Le encanta liderar propuestas y acciones, le encanta tirar del carro, organizar y coordinar para que todo salga bien. Tanto, que a veces llega a olvidar por lo que está luchando: una sociedad horizontal.
- Andreu Rikar Gil.

26 años. Catalán, sociólogo y muy asambleario. Hijo de artistas, tiene muchas dificultades para expresar lo que siente y piensa. Teme la comunicación, resultar friki, a pesar de que su intelecto pueda resolver los conflictos de grupo. 
- Carmen Andrea Vicunia

29 años. Amiga íntima de Alba desde niña, llega casi de rebote. Una larga relación acaba de romperse, y con ella todos sus planes de futuro. Ajena y crítica al movimiento okupa y asambleario, poco a poco se va involucrando.
- Jorge Nacho Redondo

25 años. Jorge vivió en Torla (Pirineo Aragonés) hasta los 12 años. Sus padres, pastores de profesión, tuvieron que dejarlo todo por una mala racha económica. No es una persona de conversaciones políticas pero sabe que las sociedades simples son las que mejor funcionan.
- Luna Carmen Giménez

18 años. Una familia con disciplina estoica le propició una rebeldía extrema que la hizo cargarse de ira contra las normas. Siendo la más pequeña de los siete, su energía descontrolada supondrá para el grupo alegrías y disgustos.
- Marcelo Diego Santos

44 años. De origen colombiano, fue campesino en su tierra, y trabajó en la construcción en España hasta quedarse en paro, y en la calle. En las plazas de Barcelona conoció a Andreu, y poco a poco se integra al grupo.
- Zoe Julie Vachon

30 años. Optimista francesa, se sabe que nació por la zona de Normandía. Es la más espiritual del grupo, naturalista, y sensible a las energías que mueven el mundo. Esto, unido a su acento francés, hacen que a veces sea difícil entenderla.

### Personajes Secundarios
- Antonio Juanjo Artero

Vecino importante del pueblo cercano, al comienzo es un acérrimo opositor a la presencia del grupo en la aldea abandonada. Con el paso del tiempo se convierte en un factor importante en la vida de los protagonistas.
- Fernanda Silvia Casanova

Habitante de toda la vida del pueblo vecino. Muy amigable, se convierte en confidente de Luna.
- Luis Antonio de la Fuente

Dueño del bar del pueblo. Tiene una relación comercial con el grupo, es cercano a Marcelo, pero los acontecimientos los distancian.
- Diego Deivid Ruiz

12 años. Es un niño que vive en la localidad cercana. Su aparición en la casa trastoca la convivencia de los miembros de ésta.

## Equipo Técnico
- Creación y Dirección: Álex Rodrigo
- Guion: Álex Rodrigo , Beltrán Stingo
- Dirección de Producción: MJ Caballero
- Dirección de Fotografía: Iñigo Olea
- Dirección Artística: Marga Martínez
- Sonido: Javier Cano , Amanda Pons
- Casting: Jerónimo Salas , Luz Martí , Irene Ferradas
- Montaje: Álex Rodrigo , Ezequiel Romero

## Capítulos

### Temporada 1: 2013
| N.º | Título            | Fecha de emisión      |
| --- | ----------------- | --------------------- |
| 1   | «La Partida»      | 19 de febrero de 2013 |
| 2   | «Primer Contacto» | 3 de marzo de 2013    |
| 3   | «Los Jefecillos»  | 19 de marzo de 2013   |
| 4   | «Pirineos TV»     | 3 de abril de 2013    |
| 5   | «El Zagal»        | 16 de abril de 2013   |
| 6   | «El Concierto»    | 30 de abril de 2013   |
| 7   | «Los Pasaportes»  | 14 de mayo de 2013    |
| 8   | «Cicatrices»      | 28 de mayo de 2013    |
| 9   | «El Encuentro»    | 11 de junio de 2013   |
| 10  | «El Juicio»       | 25 de junio de 2013   |

## Premios y Festivales
Libres ha sido parte de la selección oficial de festivales y muestras de Webseries en diversas ciudades del mundo, recibiendo múltiples premios y nominaciones.

### Premios
- Vancouver Web Fest: Mejor Serie (Best Overall Series); Mejor actor, Rikar Gil.

- Melbourne Web Fest: Mejor Serie Dramática

- Rome Web Awards: Mejor Serie Dramática

- LA Webseries Festival (Los Ángeles, EE. UU.): Mejor Actriz Dramática: Nahia Láiz, Carmen Giménez; Mejor Actor Secundario: Antonio de la Fuente; Mejor Fotografía: Íñigo Olea.

- Girona Film Festival: Mejor Serie Dramática; Mejor Dirección: Álex Rodrigo.

- FEW (Festival Español de Webseries): Mejor Serie Dramática, Mejor Técnica Audiovisual

- Roma Web Fest: Mejor Serie Extranjera (Miglior Serie Straniera)

- Web Sèries Mag: Mejor Webserie Dramática 2014 (Meilleure Websèrie Dramatique)[6]

- Bilbao Web Fest (Euskal Web Awards): Mejor Actor Secundario: Juanjo Artero.

### Selección Oficial en Festivales
- Raindance Film Fest, London Web Fest (2013)

- Toronto Web Fest (2014)

- Hollyweb Festival (2014)

- Carballo Interplay (2014)

- Baja Web Fest (2014)

- Miami Web Fest (2014)

- Sèries Mania, Forum des Images, París (2014)

- Buenos Aires West Fest (2015)

- Nueva York Web Fest (2015)